# Holger Bruckschweiger

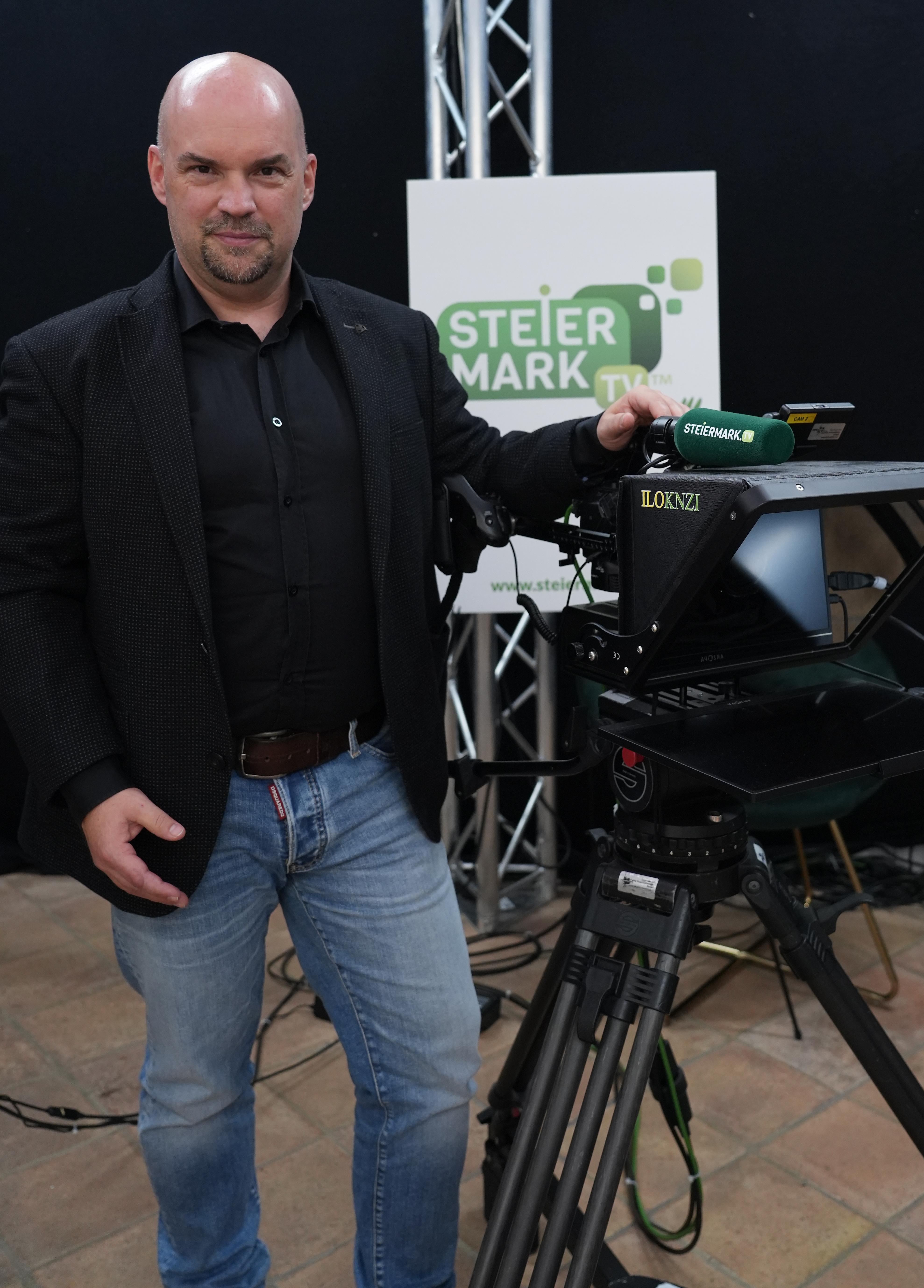
Holger Bruckschweiger im Studio von Steiermark TV (2025)

Holger Bruckschweiger (* 6. Juni 1975 in Wels, Österreich) ist ein österreichischer Filmproduzent und Unternehmer. Er ist Gründer und Inhaber des TV-Senders Steiermark TV.

## Leben
Holger Bruckschweiger besuchte in Wels die HTL für Maschinenbau und studierte Wirtschaftsinformatik an der Johannes Kepler Universität Linz. Anschließend arbeitete er für den ORF in Linz und für die Ars Electronica. In den Jahren 2001–2002 war er Marketingleiter für den Radiosender Hit FM in Wien und Niederösterreich. Seit 2002 ist er als Fernsehproduzent und Regisseur tätig.
Holger Bruckschweiger lebt mit seiner Lebensgefährtin und der gemeinsamen Tochter in Graz.

## Karriere
Als Produzent und Fernsehregisseur, sowie als Drehbuchautor entwickelte und gestaltete er zahlreiche Dokumentationen und Fernsehreihen, darunter die Reihen artcorner, Kronehit Charts, Preview – Das Kinomagazin und die Berggespräche.
Darüber hinaus verantwortet er zahlreiche Dokumentationen, die im Rahmen der Sendereihen Land der Berge und Ein Stück Österreich ausgestrahlt wurden. Er ist Geschäftsführer der Film- und Fernsehproduktionsfirma splash productions gmbh mit Sitz in Wels und Graz.
Im Jahr 2023 rief er den steirischen Regional-TV-Sender Steiermark TV ins Leben.

## Filmografie (Produktion und Regie)

### Fernsehsendungen
Produktion und Idee, vereinzelt Regie
- artcorner (Kunst- und Kulturmagazin) für TW1 und puls tv, Moderation: Manuel Horeth, ca. 80 Folgen à 15 min. (2002–2005)
- Kronehit Charts (Musikmagazin / Chart-Sendung) für RTL II, Moderation: Doris Golpashin, 45 Folgen à 45 min. (2005–2006)
- Supergaudi TV (Musiksendung) für W24 mit Jenny Posch, 10 Folgen à 25 min. (2009)
- Preview – Das Kinomagazin für W24, Kanal 3, VIVA Austria (bis Ende 2018), Steiermark TV und andere, rund 950 Folgen (Stand September 2024) à 25 min (seit 2003)
- Berggespräche (Talk / Doku) für Das Vierte und (ab 2012) ORF III, Moderation: Jasmin Devi, Philipp Jelinek, Nina Saurugg und Andreas Jäger, ca. 130 Folgen (Stand Ende 2023) à 30, bzw. 45 min (seit 2010)
- Meryns Sprechzimmer (Medizin-Talk) für ORF III und ARD alpha, Moderation: Siegfried Meryn, ca. 100 Folgen à 45 min (2016–2020)
- Ein Stück Österreich (Doku-Reihe) für ORF III, Metropolregion TV, Steiermark TV und andere, ca. 30 Folgen à 25 min. (Stand September 2024) (seit 2021)
- da bin i daham (Magazinsendung) für Steiermark TV, Moderation: Gudrun Nikodem-Eichenhardt (2023) und Isabella Jan (seit Anfang 2024), laufende Sendung mit 45 min. und (ab Anfang 2024) 25 min., 2 Sendungen pro Woche (seit 2023)

### Dokumentationen für Land der Berge
Regie, Drehbuch und Produktion.
- Der SalzAlpenSteig (2019) mit Simon Schwarz
- Unsere Almen – Vom Leben mit der Natur (2019)
- Pilgern nach Mariazell (2020) mit Viktor Gernot und Wolfgang Pissecker
- Vom Gletscher zum Meer – Der Alpe-Adria-Trail (2020), 2 × 45 min, mit Harald Krassnitzer
- Bergabenteuer am Ötscher (2021), mit Kristina Sprenger
- Wandern in der Hochsteiermark – Die BergZeitReise (2021)
- Hoch hinaus – Klettersteige in Österreich (2021)
- Österreichs wilde Mitte – Am Luchs-Trail mit Gregor Seberg (2021) mit Gregor Seberg
- Schafe – Die heimlichen Helden der Almen (2021)
- Winterzauber in den Nockbergen (2022)
- Der Beginn der Sommerfrische (2022) mit Cornelius Obonya
- Die schönsten Wanderwege Österreichs (2023)
- Arbeiten auf hohem Niveau – Berghütten in Österreich (2023)
- Die schönsten Almen der Steiermark (2024)
- Die schönsten Almen Niederösterreichs (2024)
- Wasser – Das klare Gold der Alpen (2024)

### Dokumentationen für Ein Stück Österreich
Produktion, vereinzelt Drehbuch und Regie
- Der Johannesweg (2021)
- Das Pöllauer Tal (2021)
- St. Kathrein am Offenegg (2021)
- Die Wildnis (2021)
- Das Südburgenland (2021)
- Schafe (2023)
- Naturchalets (2023)
- Skitouren (2023)
- Schlaflos in der Grazer Oper (2024)
- Die neue BergZeitReise (2024)
- Der Alpe-Adria-Trail Teil 1 (2024)
- Der Alpe-Adria-Trail Teil 2 (2024)